# Ivan Ivanovitch Sakharine
Ivan Ivanovitch Sakharine is een personage dat voorkomt in de stripalbums Het geheim van de Eenhoorn, De schat van Scharlaken Rackham en Kuifje en de Alfa-kunst uit de reeks De avonturen van Kuifje en in de verfilming van dat verhaal, The Adventures of Tintin: The Secret of the Unicorn.
Sakharine is een excentrieke, fanatieke, zeer rijke verzamelaar van onder meer scheepsmodellen. Zijn naam is een gerussificeerde verbastering van de benaming voor de zoetstof sacharine. Hij bezit op zijn appartement toevallig een van de drie maquettes van de Eenhoorn, waarvan hij bestolen wordt door de bende van de gebroeders Vogel.
Nadat het wrak van de Eenhoorn en de schat van Scharlaken Rackham is gevonden, bezoekt hij samen met zijn hospita de tentoonstelling die kapitein Haddock op kasteel Molensloot heeft georganiseerd.
Hij komt terug in het niet-voltooide album Kuifje en de Alfa-kunst, waar hij bij een voorstelling is van Endadine Akass.
In de verfilming The Adventures of Tintin: The Secret of the Unicorn van Steven Spielberg krijgt dit personage echter een veel actievere en belangrijkere rol toebedeeld. Sakharine is in deze bewerking de afstammeling van piraat Scharlaken Rackham en woont op het kasteel Molensloot. Nu is hijzelf de bendeleider die met geweld de drie maquettes wil bemachtigen. Hij en Kapitein Haddock worden rivalen om als eerste de schat van de Eenhoorn te bemachtigen.